# Carl Gustaf Wrangel
För andra betydelser, se Carl Gustaf Wrangel (olika betydelser).
Carl Gustaf Wrangel, född 13 december 1613 (g.s) i den gamla sätesgården Skoklosters slott, död 25 juni 1676 i slottet Spyker på svenska Rügen, var en  svensk greve, militär, generalmajor 1638, riksråd 1646, fältmarskalk 1646, generalguvernör i Pommern 1648 samt riksmarsk 1664. Son till Herman Wrangel och Margareta Moritsdotter (Grip), halvbror till Wolmar Wrangel af Lindeberg, gift med Anna Margareta von Haugwitz. Lät bygga Skoklosters slott i Uppland och Gripenbergs slott i Småland. Ägde också bland annat Wrangelska palatset i Stockholm.

## Biografi

### Tidiga år

Carl Gustaf Wrangel som barn, 1619.

Wrangel föddes i den gamla sätesgården i Skokloster 1613. Han undervisades först i hemmet och därefter 1625–1626 vid Collegium Skytteanum i Stockholm. Han följde som 14-åring med sin far till kriget i Preussen och ägnade därefter efter att ha återkommit till Sverige 1630 ett par år åt en bildningsresa till Leiden där han studerade skeppsbyggeri och navigation och Paris. 19 år gammal anslöt han sig till de svenska trupperna i Tyskland och deltog i slaget vid Lützen 1632.

### Karriär

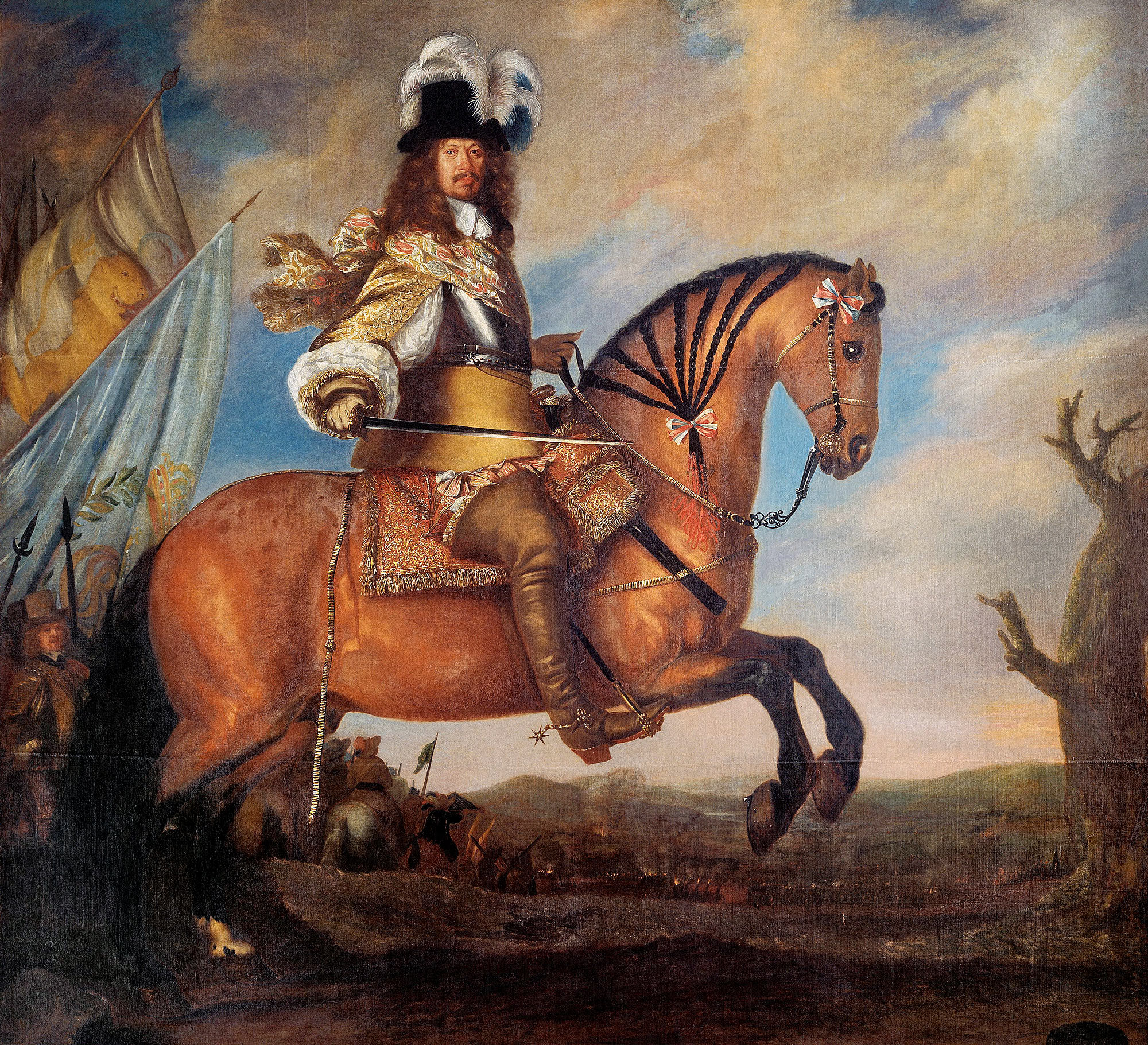
Carl Gustaf Wrangel av David Klöcker Ehrenstrahl.

Wrangel blev 1633 överstelöjtnant vid Bengt Bagges värvade infanteriregemente i Elbingen, 1634 blev han överstelöjtnant vid Joakim Moltkes värvade kavalleriregemente som låg förlagt i Pommern, men anslöt sig 1635 till Johan Banérs armé och deltog med utmärkelse i slaget vid Lüdershausen. Han var med i de fortsatta striderna, befordrades 1636 till överste vid Livregementet till häst och medföljde armén under operationerna mot Torgau samma år. Här kom han i konflikt med Banér, och återvände till Vorpommern där han under sin fars befäl deltog i försvaret av provinsen och 1638, trots Johan Banérs avstyrkan befordrad till generalmajor och nominell chef över Dalregementet. Kort därefter återvände han till Sverige för att sköta rekryteringar men återvände snart till Tyskland och deltog i striderna under de följande åren. Efter Johan Banérs död 1641 var han en av fyra generalmajorer som ledde de svenska styrkorna tills Lennart Torstenson blev överbefälhavare. 1642 han till Sverige, varifrån han medförde förstärkningar tillbaka till Lennart Torstensons armé i Tyskland och tjänstgjorde därefter som dennes stabschef. Han gjorde en god insats i slaget vid Leipzig, deltog i anfallet på Danmark 1643 övertog efter Claes Flemings död 1644 befälet över den Kiel liggande flottan. Han genomförde lyckligt flottans utbrytning ur Kielbukten och besegrade 13 oktober den danska flottan i sjöslaget vid Femern och fick 1645 befälet över hela svenska flottan.
Samma år utsågs han till rikstygmästare men fick 1646 överta befälet över de svenska Tyskland 1646, till en början under Lennart Torstensons överinseende. Han blev samma år fältmarskalk, generalguvernör i Pommern och riksråd. Tillsammans med Henri de la Tour d'Auvergne de Turenne opererade han i Bayern men gick 1647 ensam mot Böhmen och visade här prov på försiktig men väl överlagd strategi. År 1648 fick han åter kontakt med Turenne, besegrade de kejserliga i slaget vid Zusmarshausen. Samma år avlöste Karl X Gustav honom som överbefälhavare i Tyskland men han kvarstod som generalguvernör i Pommern till sin död.
När Wrangel intog Fredriksodde 1657 blev han som belöning riksamiral och förde därefter arméns högra flygel vid övergången av Lilla Bält 1658. Wrangel spelade även en viktig roll i slaget i Öresund.
Wrangels framgångar stegrades även inom andra områden än det militära under framför allt 1650- och 1660-talet. 1648 blev han kansler för Greifswalds universitet. År 1651 blev han greve över Salmis i Keksholms län i dåvarande östra Finland. Grevskapet byttes senare till Sölvesborg i Blekinge 1665. Med de militära och civila utnämningarna ökade Wrangels behov av att bygga upp ett ståndsmässigt fältherrehov, som i prakt kunde motsvara hans status i stormakten Sverige och Europa. Wrangel och hans hustru ägnade stora resurser åt att skapa en lämplig representationsmiljö genom inköp av konst, konsthantverk, textilier, böcker och vapen från Europa och andra delar av världen. Bygget av Skoklosters slott, som påbörjades 1654, var ett viktigt led i arbetet med att manifestera makt och att göra familjens minne odödligt. Wrangels valspråk representerar samma tankegångar: Non est mortale quod opto – Det är inte det förgängliga som jag eftersträvar.

### De sista åren
Under slutet av sitt liv plågades Wrangel av dålig hälsa, vilket ledde till att han inte kunde delta i fält vid stridigheterna i Tyskland. Lorenzo Magalotti beskriver honom vid ett möte 1674: "Riksmarsken greve Carl Gustaf Wrangel är storvuxen och har ett vackert men stolt utseende. Gikt och sten har illa hanterat honom och hans tillstånd är sådant att han nästan är ur stånd att längre föra befäl i krig på grund av kroppens bräcklighet. Han riskerar att när som helst få slaganfall. Hans dåliga hälsa gör att han tänker på döden och livet efter detta och mycket lämnar sig i händerna på prästskapet." Det svenska nederlaget vid Fehrbellin 1675 som fick stora konsekvenser för den svenska militärmaktens anseende kom också delvis att skyllas på Wrangel.
Carl Gustaf Wrangel dog 1676 på slottet Spyker på Rügen. Stora delar av hans familj var vid det laget redan borta. Han begravdes 1680 i Riddarholmskyrkan i Stockholm och bisattes sedan i det Wrangelska gravkoret i Skoklosters kyrka.

## Familj

Porträtt av sonen August Gideon, 1648

1640 gifte sig Wrangel med den tyska adelsdamen Anna Margareta von Haugwitz i ett fältläger vid Saalfeld i Tyskland. De båda fick (minst) elva barn, varav endast tre döttrar överlevde föräldrarna. Den äldsta dottern, Margareta Juliana Wrangel var gift med Nils Brahe den yngre, vilken kom att ärva Skoklosters slott efter Wrangels död.

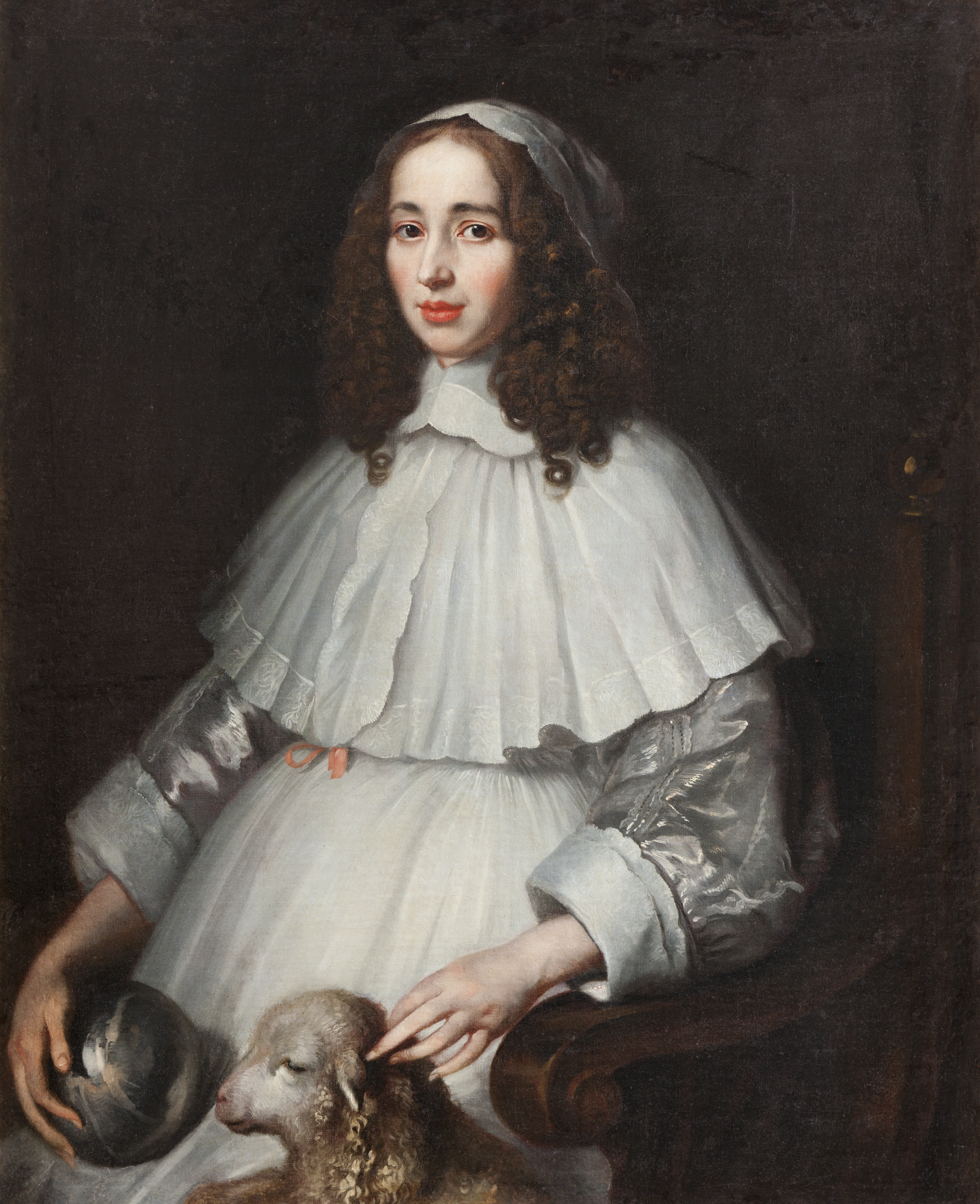
Porträtt på frun Anna Margareta von Haugwitz från cirka 1650.

Barn:
1. Hannibal Gustavus (1641–1643)
2. Margareta Juliana (1642–1701)
3. Achilles (1643–1648)
4. Augustus Gideon (1645–1648)
5. Carl Philip (1648–1668)
6. Eleonora Sophia (1651–1687)
7. Charlotta Aemilia (1652–1657)
8. Christina 1654–1657)
9. Polydora Christiana (1655–1675)
10. Augusta Aurora (1658–1699)
11. Herman (född och död 1661)

## Landägare och herresäten
Wrangel var den största landägaren i svenska Pommern. Där ägde han herresätena Spyker (Rügen) med Baldereck, Kap Arkona, Klein Jasmund (nu en del av Dubnitz i Sassnitz), Koosdorf, Polkvitz, Ruschvitz, Streu och Wostevitz, Wrangelsburg med Krebsow, Spandowerhagen och Zarnitz, Groß Ernsthof, Pritzier med Buddenhagen, Giesekenhagen, Hohendorf, Hohensee, Katzow, Netzeband, Nonnendorf med Latzow, Lubmin och Vierow, Mölschow (Usedom) med Bannemin, Mahlzow, Sauzin, Zecherin och Ziemitz, Brüssow och Krummin (Usedom), och även öarna Greifswalder Oie och Ruden. Wrangels Amt Saatzig i Hinterpommern byttes ut mot Klein Jasmund, Polkvitz, Rushvitz och Wostevitz år 1653, då Hinterpommern lämnades över till Brandenburg.
I svenska Livland ägde Wrangel herresätena Ödenpäh, Rappin och Wrangelshof, tills Ödenpäh och Wrangelshof byttes ut mot de Pommerska herresätena år 1653. I Livland ägde han också Luua (senare Ludenhof eller Luhde slott i Walk (Valga) län). I Skåne ägde han Lillö. I Stockholm ägde han Wrangelska palatset, och utanför staden ägde han Ekebyhovs slott. I Karelen ägde han Salmis län som han bytte ut mot Sölvesborgs län i Blekinge år 1665. I Finland ägde han Bjärnå, samt Skoklosters slott i Uppland, och Rostorp och Säby i Småland. I Halland ägde Wrangel Lindebergs län. I Bremen-Verden ägde han Amt Bremervörde.
Wrangel byggde Gripenbergs slott i Säby, samt Bremervördes, Skoklosters, Spykers, Stralsunds och Wrangelsburgs slott. Wrangelsburg bär hans namn, vilket döptes av honom från "Vorwerk" den 19 september 1653.